# Bailly-aux-Forges
Bailly-aux-Forges ist eine französische Gemeinde mit 133 Einwohnern (Stand 1. Januar 2022) im Département Haute-Marne in der Region Grand Est. Sie gehört zum Arrondissement Saint-Dizier und ist Mitglied im Gemeindeverband Communauté d’agglomération du Grand Saint-Dizier, Der et Vallées.

## Geografie
Die Gemeinde Bailly-aux-Forges liegt im Waldgebiet Forêt du Der, etwa 15 Kilometer südlich von Saint-Dizier und zehn Kilometer südöstlich des Lac du Der-Chantecoq. Sie ist umgeben von folgenden Nachbargemeinden:
|                                  | Wassy                                       | Vaux-sur-Blaise                        |
| La Porte du Der mit Robert-Magny | Kompassrose, die auf Nachbargemeinden zeigt | Rachecourt-Suzémont Doulevant-le-Petit |
|                                  | Mertrud                                     | Ville-en-Blaisois Dommartin-le-Franc   |

## Bevölkerungsentwicklung
| Jahr                       | 1962 | 1968 | 1975 | 1982 | 1990 | 1999 | 2008 | 2018 |
| -------------------------- | ---- | ---- | ---- | ---- | ---- | ---- | ---- | ---- |
| Einwohner                  | 160  | 131  | 133  | 121  | 124  | 126  | 130  | 143  |
| Quellen: Cassini und INSEE |      |      |      |      |      |      |      |      |